# Аргирија
Аргирија је козметичка појава која настаје као последица везивања сребра на пигмент. Аргирија је естетски проблем који нема утицај на здравље човјека.

## Настанак
Настаје таложењем малих честица сребра у облику једињења (сребро хлорид) у екстрацелуларном простору. Обично се таложе у близини корена косе, знојних жлезда и сл. Претпоставља се да сребро изазива повећану концетрацију мелатонина, па да комбинација сребра и мелатонина узрокује плавкасти тен.

## Нуспојаве
Људи који имају аргирију су здраве и сасвим функционалне особе, са том разликом да имају плаво-сивкасту кожу као последицу сребра наталоженог у ткиву и кожи. Аргирија се може догодити било гђе на кожи, међутим, најчешћа је на лицу. Под утицајем светлости и УВ зрачења сребро из оксидационог стања +1 прелази у оксидационо стање 0, тј. редукује се у елементарно сребро. С правилно припремљеним сребром, у одговарајућој концентрацији, можемо рећи да је немогуће добити аргирију. Случајеви аргирије су искључиво посљедица узимања разних сребрних соли или сребра у јонском облику. Количина сребра коју би требало узети да би се примијетили први симптоми аргирије је отприлике од 3.8 до 6 грама. Узимајући у обзир да у једном литру квалитетног колоидног сребра има од 5 до 15 мг сребра, јасно је да би требало попити најмање 300 литара такве сребрне воде да би се добила аргирија.